# Johanna von Leiningen
Johanna von Leiningen OCist (* 14. Jahrhundert; † um 1413) war eine deutsche Zisterzienserin und ab 1401 bis ca. 1406 Äbtissin des Zisterzienser-Klosters Lichtenthal.

## Leben
Johanna von Leiningen war eine Tochter des Grafen Gottfried II. (Jofried) von Leiningen-Rixingen und dessen Ehefrau Margaretha von Baden, einer Tochter des Markgrafen Friedrich III. von Baden. Im Zeitraum von 1401 bis ca. 1406 ist Johanna von Leiningen als Äbtissin des Klosters Lichtenthal urkundlich nachgewiesen. Über ihr Leben nach dieser Zeit gibt es keine weiteren schriftlichen Nachweise, Erwähnung findet sie nur noch als „alt eptissin“. Ihr Sterbejahr wird um das Jahr 1413 angenommen.